# Pleroneura coniferarum
Pleroneura coniferarum är en stekelart som först beskrevs av Hartig 1837.  Pleroneura coniferarum ingår i släktet Pleroneura, och familjen tallblomsteklar. Arten har ej påträffats i Sverige.